# Cyklistická trasa 3016
Cyklistická trasa 3016 je značená cyklotrasa ve Frýdlantském výběžku Libereckého kraje na severu České republiky, jež spojuje hraniční přechod v Andělce se Smědavou. Na své trase postupně prochází Filipovku, Višňovou, Předlánce, Frýdlant, Raspenavu, Hejnice a Bílý Potok.
Celková délka trasy je 39,1 km.